# Sécurité des armes à feu
La sécurité des armes à feu regroupe toutes les mesures prises afin d’éviter les dommages involontaires causés par les armes à feu. Il peut s’agir de procédures, de dispositifs interne ou externe à l’arme l’empêchant de faire feu, de dispositifs permettant de signaler qu’une arme est ou n’est pas capable de tirer, ainsi que tous les moyens mis en œuvre pour assurer le stockage en toute sécurité. Bien que se focalisant en priorité sur le risque causé par le projectile, la sécurité des armes à feu recouvre également la protection contre les risques secondaires, comme les dommages à l’audition ou à la vue pouvant être causés par la mise à feu ou les substances nocives émises par celles-ci et leurs munitions.
Dans la plupart des pays développés, la législation impose aux propriétaires et utilisateurs d’armes à feu des obligations en matière de sécurité afin de limiter les risques d’accidents, ceux-ci faisant peser un poids sur la société.

## Principes généraux

### Risques
Le principal risque accidentel lié aux armes à feu est celui d’un dommage corporel ou matériel causé par leurs projectiles. Celui-ci inclut d’une part le risque de tir accidentel, lorsqu’un tir a lieu de manière non intentionnelle, et d’autre part le tir fratricide, lorsque le tir est intentionnel mais cause des dommages à une cible que le tireur ne voulait pas atteindre.
Les risques secondaires sont nombreux, certaines blessures pouvant être fortement mortelles ou invalidantes. En l’absence de protection, l’opérateur peut ainsi subir des blessures graves à l’audition, du fait du bruit des détonations, ainsi qu’à la vue, par exemple par un étui brûlant reçu dans l’œil. Ceux-ci peuvent en outre causer des brûlures en cas de contact avec la peu nue, notamment aux bras et au visage. Le non-respect des procédures d’entretien et de chargement des armes, ainsi que de stockage et de manipulation des munitions peuvent causer des explosions potentiellement mortelles. Enfin, une mauvaise prise en main de l’arme peut conduire à des fractures ou des hémorragies : coupures aux mains causées par la glissière en cas de mauvaise tenue d’un pistolet automatique, blessures au visage, notamment au nez et à l’arcade sourcilière, si l’arme échappe à l’opérateur du fait du recul, fracture de la clavicule ou épaule démise si l’arme n’est pas correctement épaulée, etc..
Par ailleurs, la toxicité des munitions, qui contiennent souvent du plomb et du mercure, constitue un risque à long terme. Outre le risque direct pour les personnes régulièrement exposées aux armes à feu ou à leurs munitions, qui sont en contact fréquent avec des résidus de poudre et de métaux lourds, ce risque touche de manière plus large l’environnement en général et peut constituer un problème de santé publique, par exemple du fait de l’empoisonnement des plans d’eau par les projectiles de chasse.

### Principes de sécurité de base

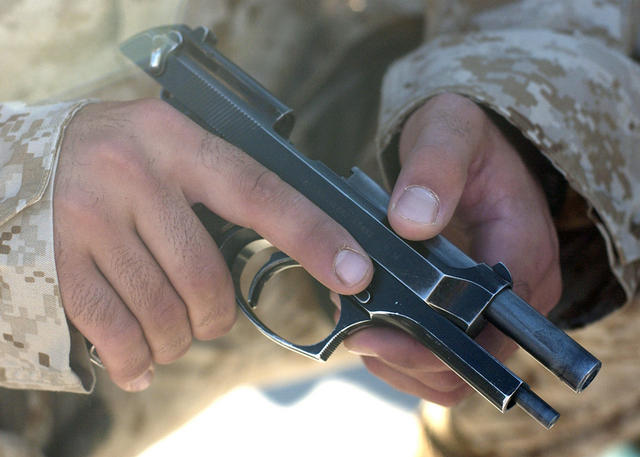
Prise en main sûre d’un pistolet : contrôle visuel de la chambre et index hors du pontet.

La sécurité de base du maniement des armes à feu repose sur quatre principes généraux qui se retrouvent, avec quelques variations, dans les formations du monde entier. Le premier est que l’opérateur doit toujours partir du principe qu’une arme est chargée, même s’il pense ou que quelqu’un lui dit le contraire. Le risque de présumer qu’une arme est chargée est illustré par le fait qu’aux États-Unis en 2017, les responsables de 14 % des tirs accidentels mortels étaient persuadés que leur arme n’était pas chargée. L’opérateur a par conséquent la responsabilité de s’assurer que l’arme n’est pas chargée quand il la prend en main, en inspectant visuellement le magasin et la chambre.
Le second principe est que l’opérateur doit toujours être attentif à la direction vers laquelle pointe l’arme, même s’il pense qu’elle n’est pas chargée. Cette direction doit toujours être celle qui est la plus sûre. Il s’agit par exemple du fond du champ de tir sur un stand de tir ou du sol ou du ciel pour un chasseur qui se déplace. Le troisième principe est que l’opérateur ne doit jamais avoir le doigt sur la queue de détente ou à l’intérieur du pontet en dehors de l’instant du tir. La position de sécurité est ainsi de garder l’index droit, appuyé contre l’arme au dessus du pontet.
Enfin, le quatrième principe stipule que l’opérateur doit être certain de sa cible et être attentif à l’environnement de celle-ci, afin de limiter les risques de tir fratricide et de dommages collatéraux. Une correcte identification de la cible est par conséquent essentielle, afin par exemple d’éviter pour un chasseur de confondre un promeneur avec un sanglier. L’opérateur doit aussi prendre en compte l’environnement, notamment ce qui se trouve derrière sa cible : les projectiles d’arme à feu évoluent à grande vitesse sur de longues distances, ils peuvent traverser des cloisons et blesser quelqu’un se trouvant, invisible, derrière ou ricocher sur des surfaces dures en blessant l’opérateur ou un tiers.
D’autres règles élémentaires peuvent s’ajouter aux quatre principes. En particulier, ne jamais manipuler d’arme après avoir consommé de l’alcool ou de la drogue. Bien que cette règle puisse sembler relever du bon sens, en 2017, environ un quart des tirs accidentels mortels aux États-Unis ont eu lieu en lien avec la consommation d’alcool.

## Procédures

### Port des équipements de protection et mesures d’hygiène
Le port d’équipements de protection individuels pour les yeux et les oreilles est généralement obligatoire dans les stands de tir et fortement recommandé par ailleurs. La protection de la vue passe par le port de lunettes de protection, qui empêchent les étuis éjectés de pouvoir toucher les yeux et réduisent grandement la quantité de résidus de poudre en contact avec ceux-ci. Il en existe une grande variété de modèles avec un niveau de protection tout aussi variable, les modèles certifiés conformes aux normes spécifiques des lunettes de sécurité, par exemple EN 166 en Europe, présentant de meilleures garanties.
La protection de l’audition est indispensable du fait qu’une arme à feu produit en moyenne 150 dB lors du tir, le seuil de douleur étant 120 dB. Elle peut être assurée de manière minimale par des bouchons d’oreilles ou par un casque de protection passive, bien qu’il soit recommandée d’associer les deux méthodes pour plus de sûreté,. Les casques de protection active sont les plus efficaces, à condition de disposer d’un indice de réduction du bruit d’au moins 22 dB et d’un temps de réduction de moins de 150 ms. Ils ont également l’avantage de ne pas réduire les sons faibles, ce qui permet de conserver une bonne perception de l’environnement.
En ce qui concerne la tenue de manière plus générale, il est recommandé de porter des chaussures fermées et des vêtements longs afin de limiter les risques de brûlures. Ceux-ci doivent être serrés au col et aux manches afin d’éviter qu’un étui brûlant se glisse entre les vêtements et la peau. Selon les situations, le port de vêtements particuliers peut être obligatoire ou recommandé : par exemple celui d’une tenue orange vif pour les chasseurs.

## Dispositifs de sécurité intégrés
Ces dispositifs de sécurité interne sont intégrés directement dans la conception de l’arme et contribuent principalement à la sûreté de l’arme lors du port. Ils peuvent être plus ou moins nombreux, plus ou moins fiables et plus ou moins bien signalés selon le modèle d’arme. Dans la plupart des cas, le fonctionnement de ces dispositifs consiste à bloquer un élément du mécanisme de mise à feu. Les bonnes pratiques en matière de sécurité recommandent généralement de toujours les utiliser, mais ne pas se reposer exclusivement sur eux pour assurer la sécurité de l’arme, car ce sont des pièces mécaniques qui peuvent défaillir.

### Sûretés
Les sûretés sont les dispositifs activés directement par l’opérateur, par l’intermédiaire de boutons ou de leviers. Il est ainsi courant de trouver un bouton coulissant empêchant le verrouillage du mécanisme sur les fusils à canon basculant, des pivots bloquant le mouvement de la culasse sur les fusils à verrou ou un bouton poussoir bloquant le mécanisme de la gâchette ou le chien. La sûreté peut également être intégrée à un sélecteur de mode de tir à plusieurs positions.
Afin d’empêcher un tir involontaire alors que l’arme n’est pas correctement tenue en main, certaines armes incluent une ou des sûretés actionnées naturellement par l’opérateur lorsqu’il tient l’arme. C’est par exemple le cas du Colt M1911, qui inclut à l’arrière de la crosse une sûreté de type bouton poussoir : pour pouvoir tirer, l'opérateur doit tenir fermement la crosse de sorte que sa paume presse le bouton et déverrouille le mécanisme.
La position du chien peut, sur certaines armes, constituer une sécurité lorsqu’il est placé à mi-course : cela évite au percuteur d’être en contact avec une cartouche, au risque de la mettre à feu en cas de choc, lorsqu’il est complètement en avant, sans pour autant qu’il soit armé en étant totalement en arrière. Il s’agit toutefois d’une sécurité assez peu fiable.

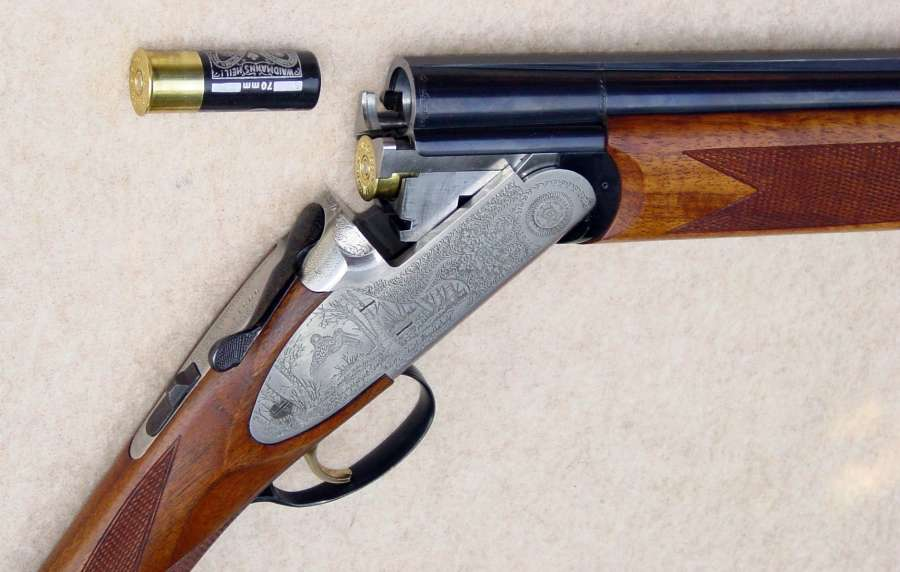
Sûreté de type bouton coulissant sur un fusil de chasse (à gauche).
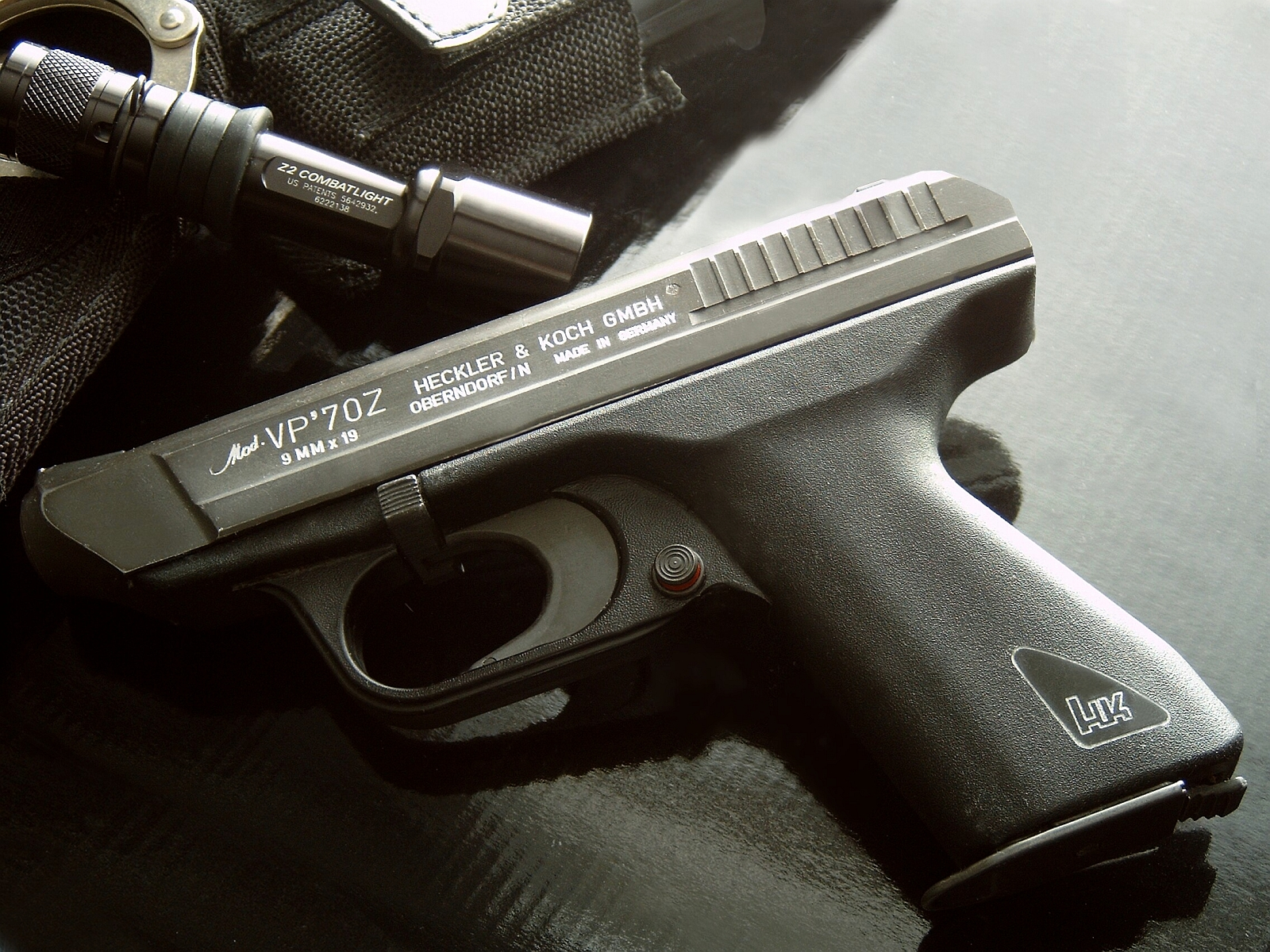
Sûreté de type bouton-poussoir bloquant le mécanisme de la queue de détente sur le VP70z.
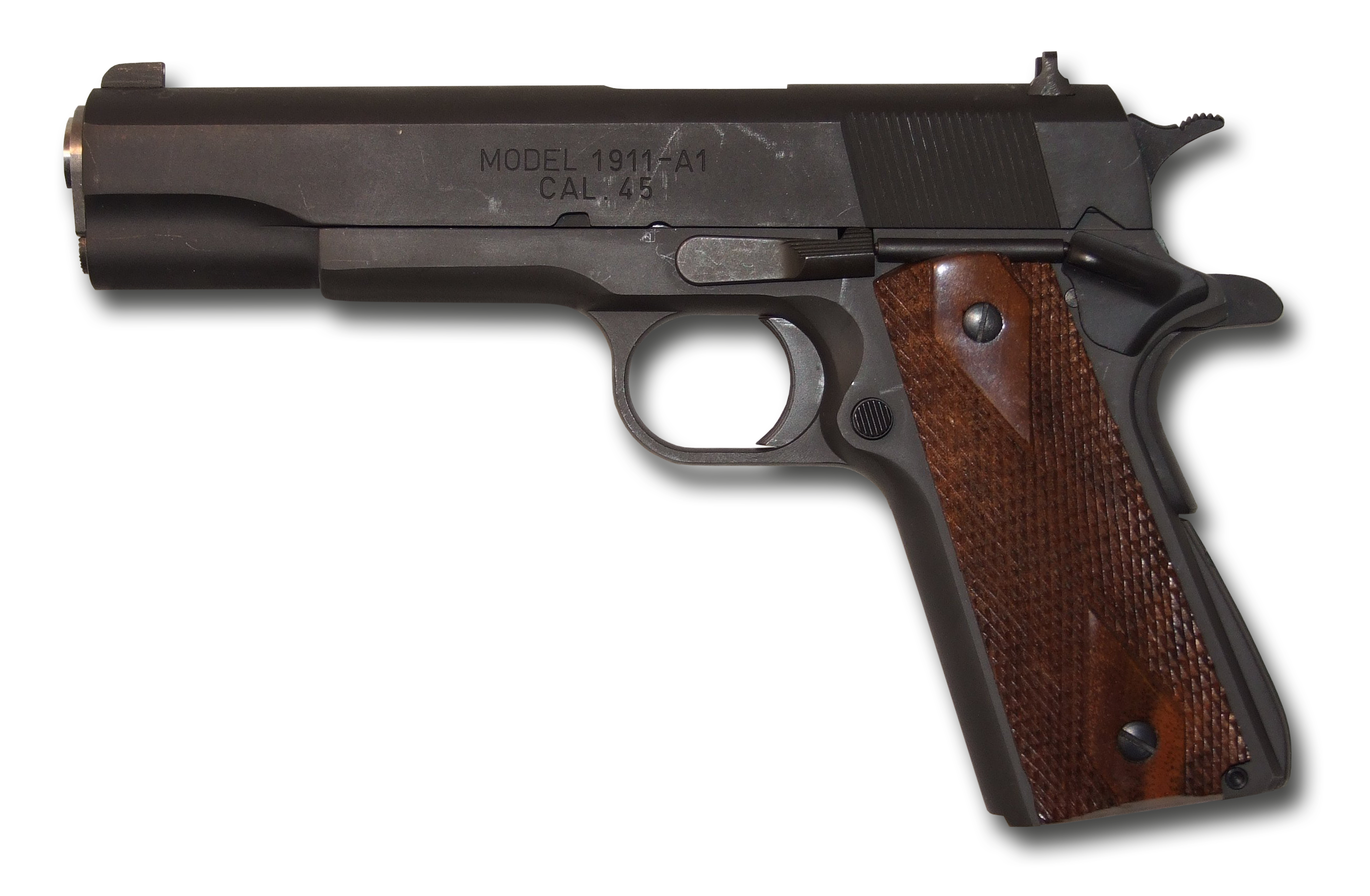
Sûreté de type bouton actionné par la paume sur la crosse d’un Colt 1911 (à l’arrière de la crosse).

## Dispositifs de sécurité externes
Les dispositifs de sécurités externes sont des éléments qui se rajoutent sur l’arme pour en empêcher l’utilisation ou signaler si l’arme est sûre ou non. Peu pratiques en cas de port, ils sont essentiellement destiné au transport, à l’exposition et au stockage des armes.

### Verrous

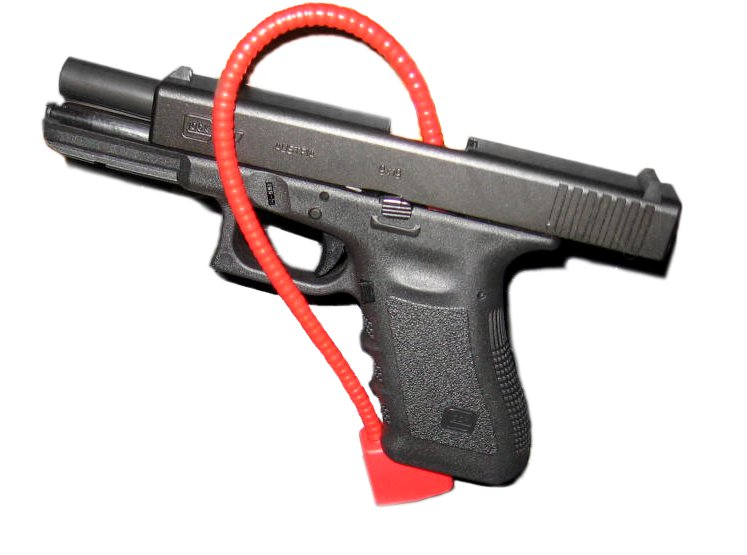
Verrou à câble sur un pistolet automatique.

Le verrou de pontet et le verrou à câble ont pour objectif principal d’empêcher une personne non autorisée d’utiliser l’arme. Ils ne confèrent toutefois qu’une protection minimale à ce niveau, car ils ne préviennent pas le vol. En outre la plupart des modèles commercialisés sont relativement peu résistants et peuvent être ouverts assez facilement en utilisant la force brute ou des outils basiques.
Le verrou de pontet prend la forme d’un bloc recouvrant le pontet, ce qui empêche de manipuler la queue de détente et donc d’utiliser l’arme. Il est verrouillé en place par une serrure, généralement à clé ou à code. Le verrou de pontet empêche uniquement l’accès à la queue de détente, ce qui signifie qu’il peut être monté sur une arme chargée et ne bloque pas son mécanisme de mise à feu. Le verrou à câble en revanche rend l’arme totalement inopérante mécaniquement. Il est constitué, comme son nom l’indique, d’un câble et d’une serrure. Le câble se glisse généralement par le puits de chargement et ressort par la fenêtre d’éjection, ce qui empêche physiquement à la fois l’insertion des cartouches et le mouvement de la culasse vers l’avant. Le verrou à câble est ainsi plus sûr que le verrou de pontet, d’autant qu’il ne peut être mis en place que si l’arme est déchargée. L’utilisation est possible sur les revolvers en passant le câble à travers le canon, mais cela impose de stocker l’arme barillet ouvert.

## Port, transport et stockage

### Stockage
Les bonnes pratiques générales de stockage des armes à feu sont de les ranger non chargées, séparément de leurs munitions et sous clé. Pour plus de sûreté, elles peuvent également être rendues inopérantes, par exemple par le démontage du percuteur ou de la culasse. Ces précautions permettent de réduire le risque qu’une personne non autorisée, par exemple un enfant ou un voleur, ait accès à une arme fonctionnelle. En outre, beaucoup de suicides et d’homicides résultant d’une pulsion soudaine, rendre l’accès à une arme plus difficile permet de retarder le moment de passer à l’acte, ce qui peut être suffisant pour permettre à la tension de retomber.
De nombreuses juridictions disposent de lois plus ou moins restrictives concernant le stockage des armes. Certains États peuvent ainsi imposer le stockage des armes dans un coffre-fort. Bien que certains fabricants vendent des modèles spéciaux pour les armes, ces coffres ne diffèrent que de manière accessoire avec un coffre-fort classique et ils suivent les mêmes normes et principes de sûreté qu’un coffre-fort normal,.